# 朱翊𰽑
朱翊 ，字翼宸，山東青州府益都縣人，明朝政治人物、賜特用宗科進士出身，衡藩新樂府宗人。

## 生平
崇禎十五年登進士，歷官懷慶府推官、鄖陽府推官、下荊南僉事。善馭將士，從高斗樞拒李自成兵鄖陽，命諸生劉源泗縋城下離間諸寇相攻。圍解，詔以京堂用。徐起元降清，與諸生吳雕龍、藍某、吳緒揚等十餘人起兵，權署襄鄖南陽府縣官，事敗，皆殉。